# Kanadas ambassad i Stockholm
Kanadas ambassad i Stockholm (även Kanadensiska ambassaden) är Kanadas diplomatiska representation i Sverige. Ambassadör är Jason LaTorre. Ambassaden upprättades omkring 1950. Diplomatkoden på beskickningens bilar är AU.
Ambassaden har även ett konsulat i Göteborg.

## Fastigheter
Ambassaden flyttade från Tegelbacken till en fastighet vid Klarabergsgatan 23 i Stockholms innerstad i maj 2010. Ambassadörens officiella residens var Villa Ekbacken på Törnrosvägen 8 vid Dalénum på Lidingö. Villan såldes 2011. Ambassaden huserade tidigare på Strandvägen 7 (fram till 1966), Kungshuset (1967-72) och Tegelbacken 4 (1972-2010).

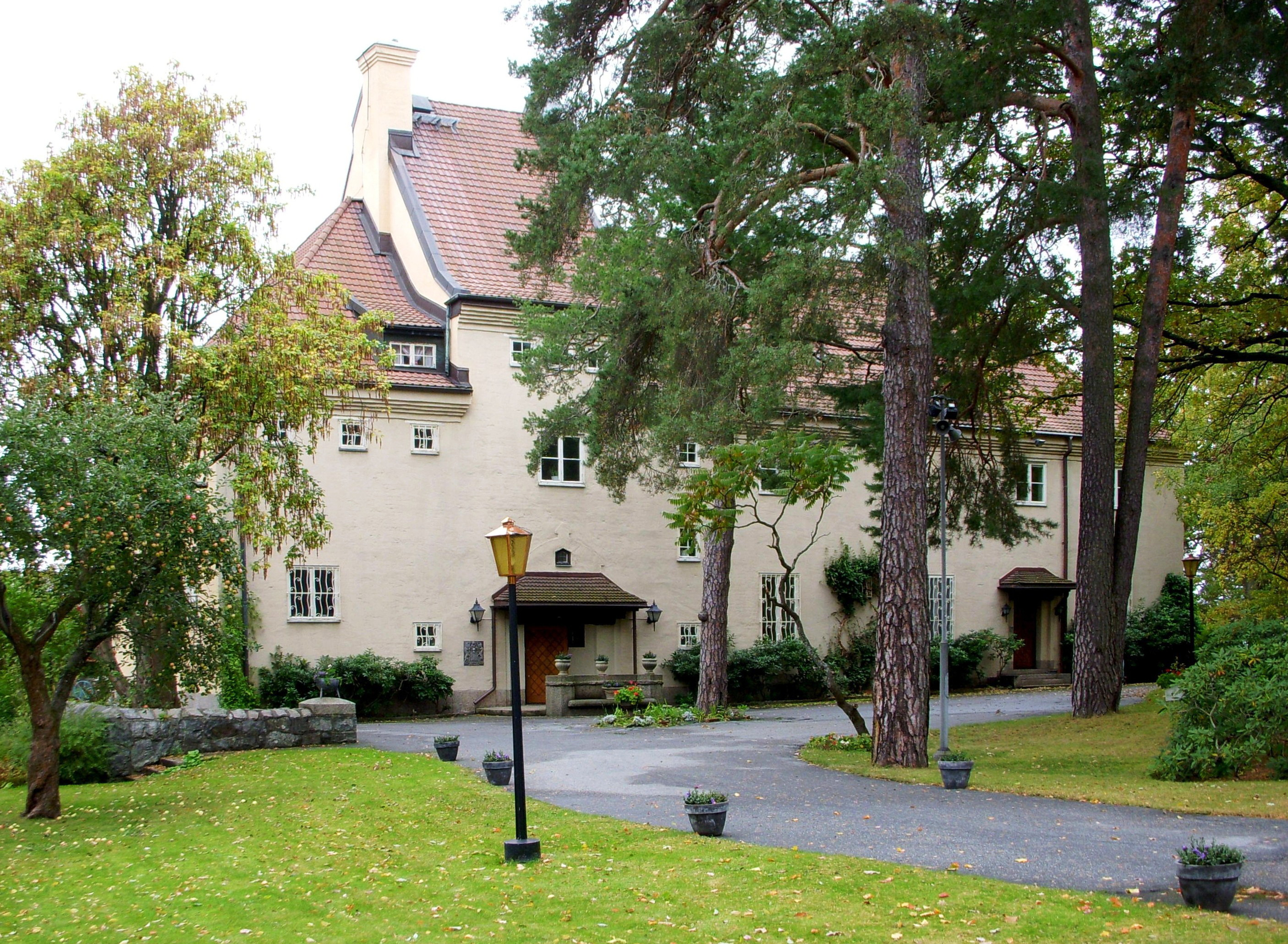
Villa Ekbacken på Lidingö
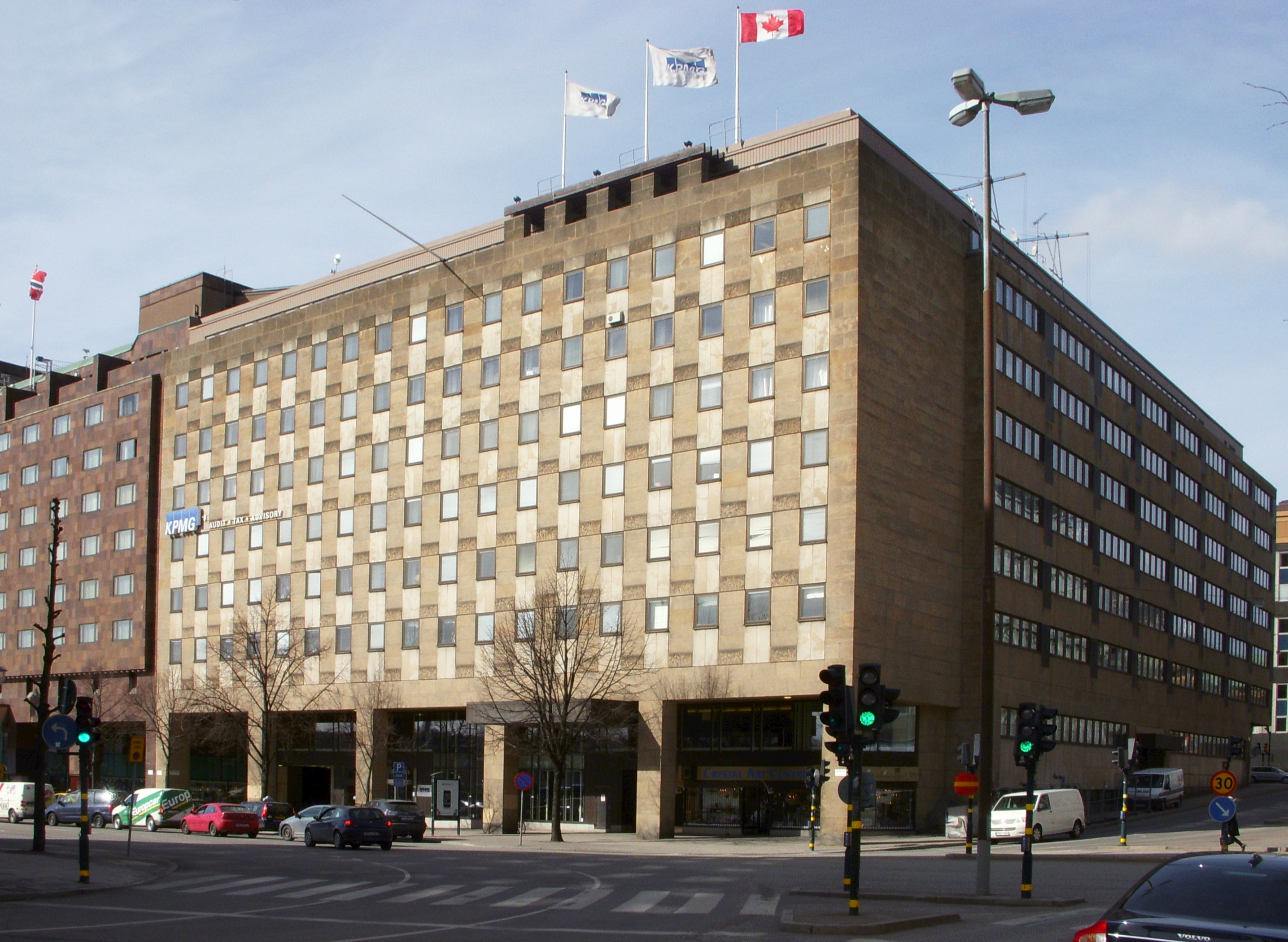
Ambassadens adress vid Tegelbacken 4 fram till 2010

## Beskickningschefer
| Namn                          | Period             | Funktion   | Anmärkning                     |
| ----------------------------- | ------------------ | ---------- | ------------------------------ |
| Thomas Archibald Stone        | 1949-tidigast 1950 | Envoyé     | Ackrediterad 10 juni 1949      |
| Wilmot Donald Matthews        | 1952-tidigast 1955 | Envoyé     | Ackrediterad 8 november 1952   |
| A. Kingsley Graham            | 1959-tidigast 1963 | Ambassadör | Ackrediterad 30 juni 1959      |
| Arthur Julian Andrew          | 1965-1969          | Ambassadör |                                |
| Margaret Meagher              | 1969-1973          | Ambassadör |                                |
| ?                             | 1973-1976          | Ambassadör |                                |
| Kenneth Charles Brown         | 1976-1980          | Ambassadör |                                |
| Joseph Gilles André Couvrette | 1981-1983          | Ambassadör |                                |
| Thomas Delworth               | 1984-1988          | Ambassadör | Ackrediterad 8 februari 1984   |
| Dennis Brian Browne           | 1987-????          | Ambassadör |                                |
| Michael B. Phillips           | ????-????          | Ambassadör |                                |
| ?                             | ????-????          | Ambassadör |                                |
| Philippe Kirsch               | 1999-2003          | Ambassadör |                                |
| Lorenz Friedlaender           | 2003-2007          | Ambassadör | Ackrediterad 24 oktober 2003   |
| Alexandra Volkoff             | 2007-2012          | Ambassadör | Ackrediterad 26 september 2007 |
| Kenneth Macartney             | 2012-2016          | Ambassadör | Ackrediterad 8 mars 2012       |
| Heather Grant                 | 2016-?             | Ambassadör | Ackrediterad 11 november 2016  |
| Jason LaTorre                 | 2021-idag          | Ambassadör | Ackrediterad 29 oktober 2021   |